# Задня бабка

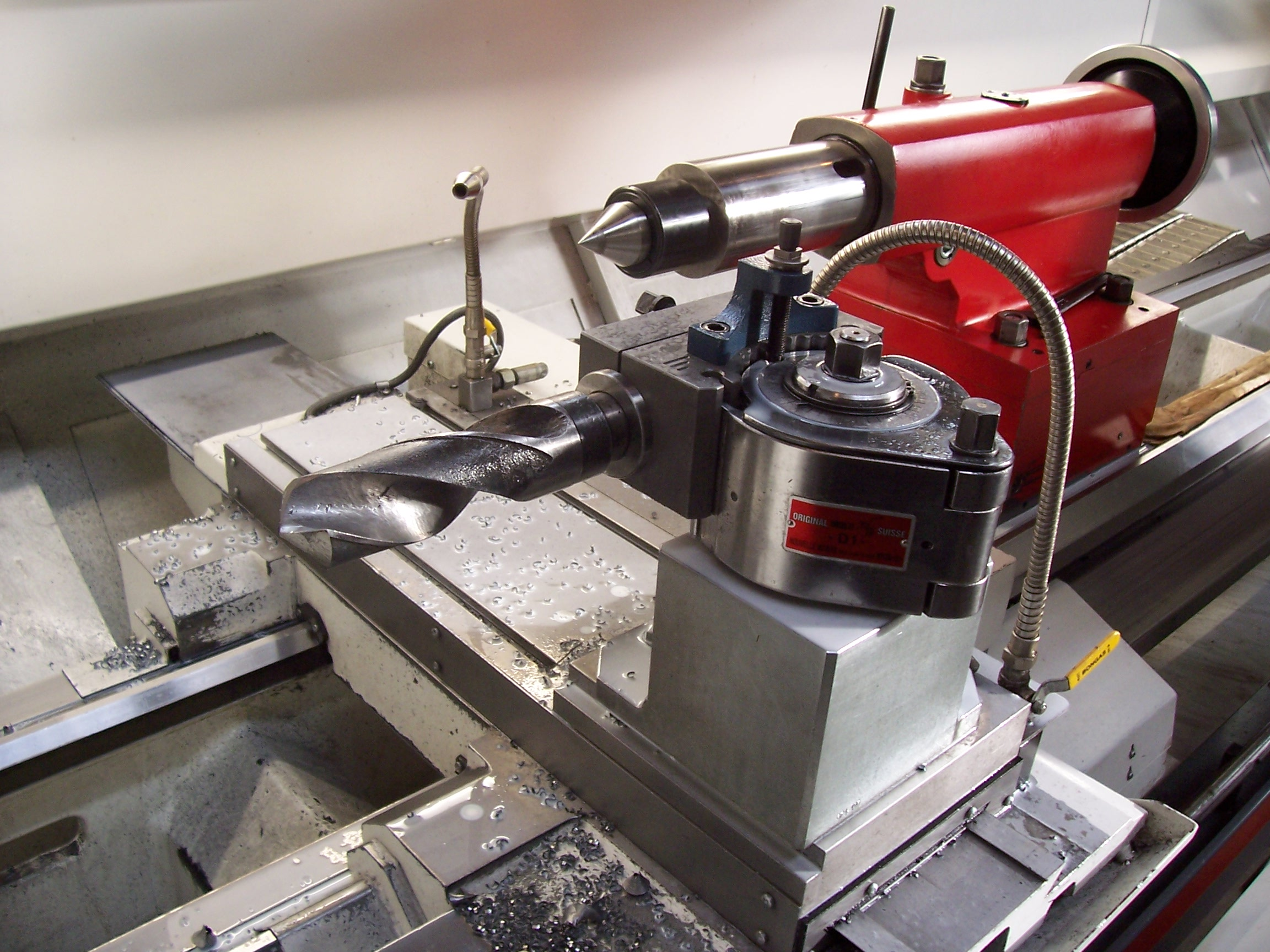
Супорт і задня бабка (позаду) токарно-гвинторізного верстата

Елементи задньої бабки

За́дня ба́бка — елемент металорізальних верстатів (переважно токарної групи) служить для підтримки оброблюваної заготовки під час роботи в центрах, а також для закріплення інструментів при обробці отворів (свердел, зенкерів, розверток) і нарізування різьб (мітчиків, плашок). Служить для додаткової підтримки оброблюваного матеріалу.